# 10164 Акусекіїма
10164 Акусекіїма (1995 BS1, 1989 RQ5, 1989 SR14, 10164 Akusekijima) — астероїд головного поясу, відкритий 27 січня 1995 року.
Тіссеранів параметр щодо Юпітера — 3,351.